# ウースチー・ナド・ラベム市電
ウースチー・ナド・ラベム市電（チェコ語: Tramvajová doprava v Ústí nad Labem）は、かつてチェコスロバキア（現：チェコ）の都市であるウースチー・ナド・ラベムに存在した路面電車。1899年に開通し大規模な路線網を有していたが路線バスに置き換えられ1970年までに廃止された。

## 概要・歴史
ウースチー・ナド・ラベム市内に軌道交通を建設する計画が立ち上がったのはオーストリア＝ハンガリー帝国時代の19世紀末であり、1896年に建設許可が下りた後、1899年7月1日から軌間1,000 mmの路面電車の営業運転が開始された。以降は路線網の拡張が続き、チェコスロバキア（第一共和国）時代の1937年には路線総延長が46.733 kmにも及び、プラハ市電（プラハ）、ブルノ市電（ブルノ）に続く同国第3位の大規模な路線網を有する路面電車に成長した。運営については開通当初ウィーンに本社を置くAEGが実施したが、建設時の契約に基づき1909年以降はウースチー・ナド・ラベム市へと運営権が移管された。
だが、市電の路線網は第二次世界大戦における戦闘で甚大な被害を受け、戦後も全線の復旧はなされなかった。また、1947年7月13日には制動装置の故障が起因となった脱線事故が発生し、死者30人、重傷者45人、軽傷者31人というチェコスロバキアおよびチェコで最悪の規模の路面電車に関する事故となった。それ以降も新型電車の導入を始めとした近代化を進めていたが、モータリーゼーションが進行する中で1960年代初頭に路面電車網を路線バスへ置き換える決定がなされ、順次路線の廃止が行われていった。最後の営業運転が実施されたのは1970年6月1日の事であった。

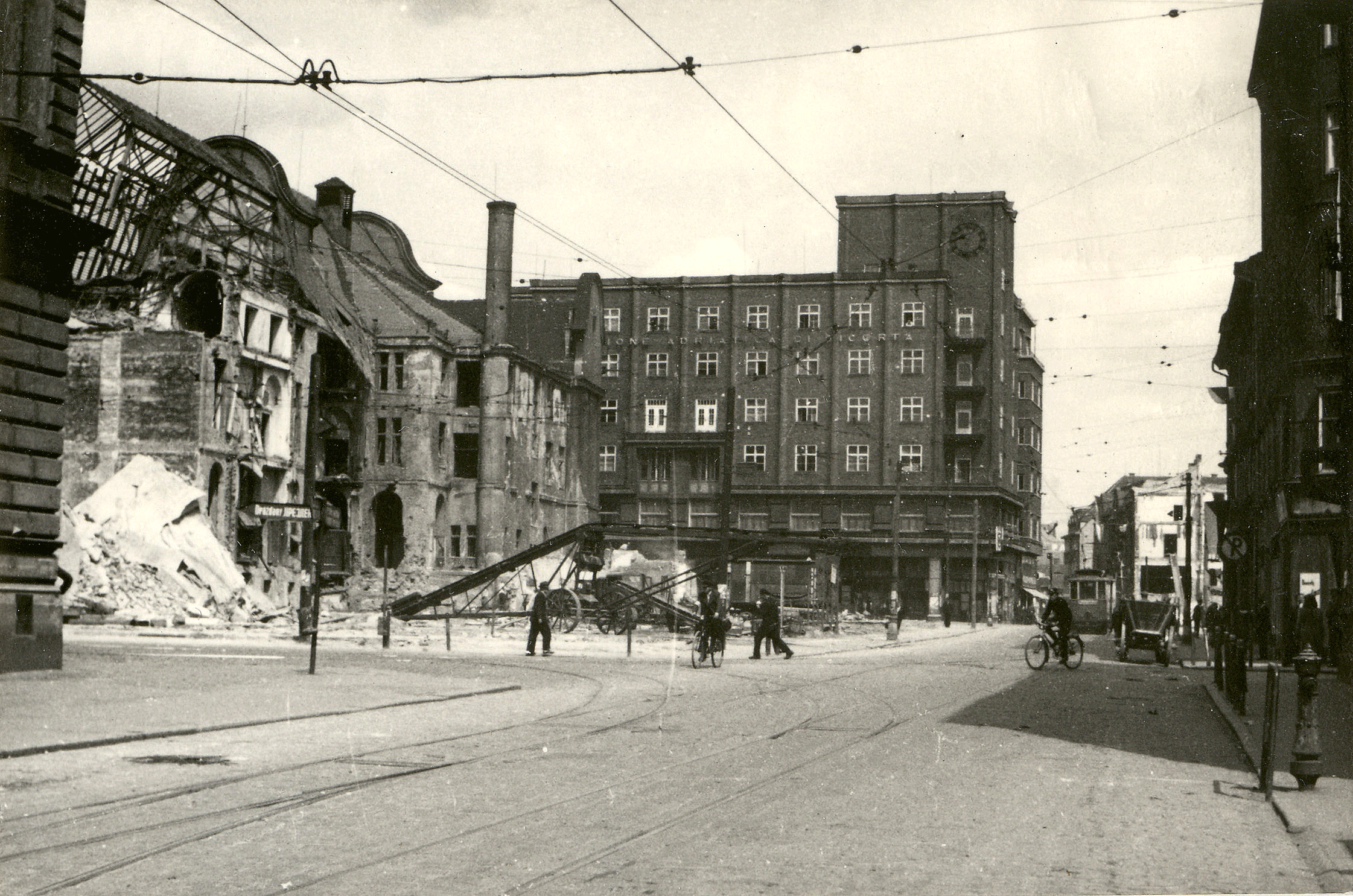
空襲によって荒廃した市内を走る路面電車（1945年撮影）
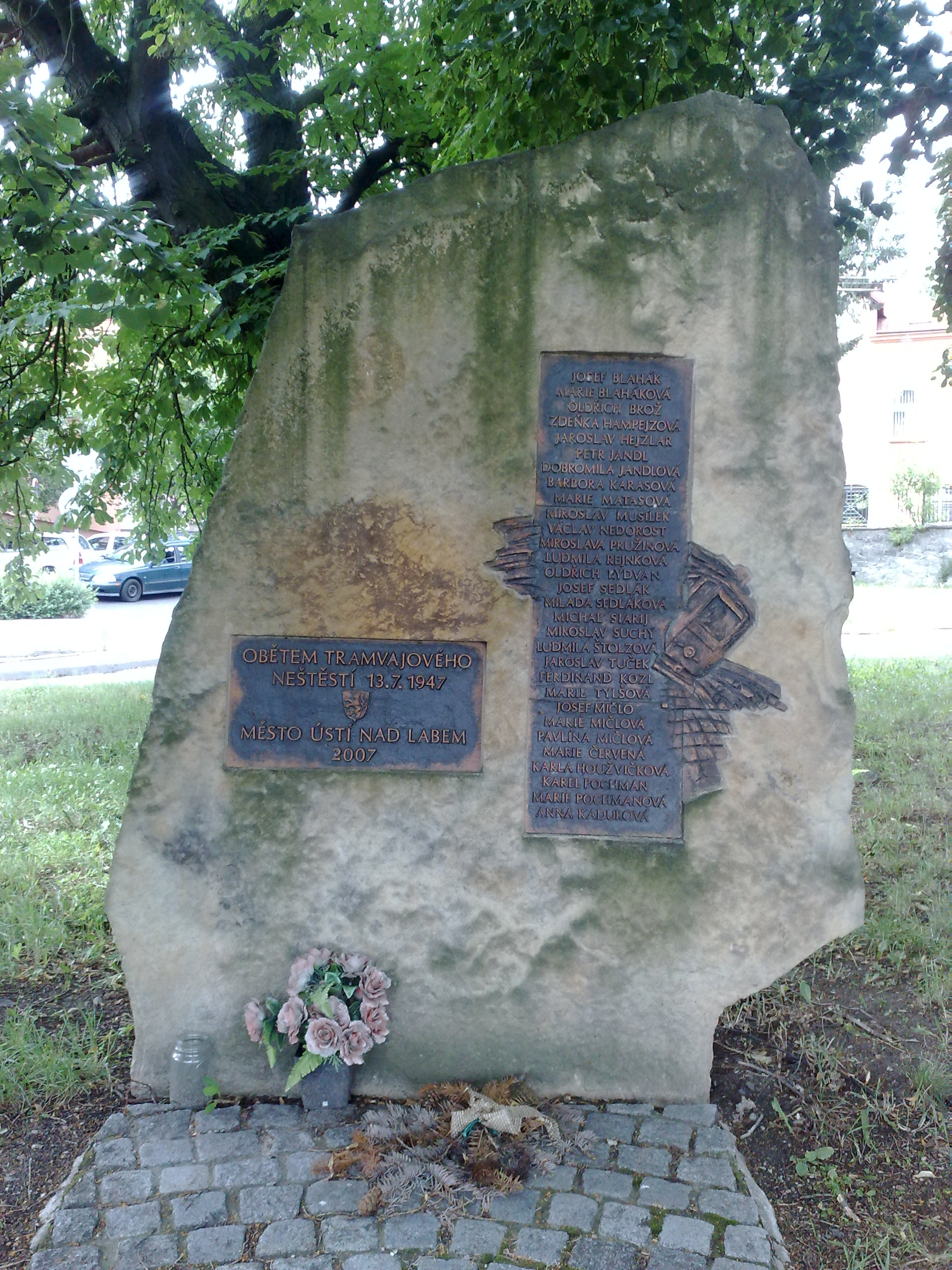
脱線事故の慰霊碑（2007年撮影）
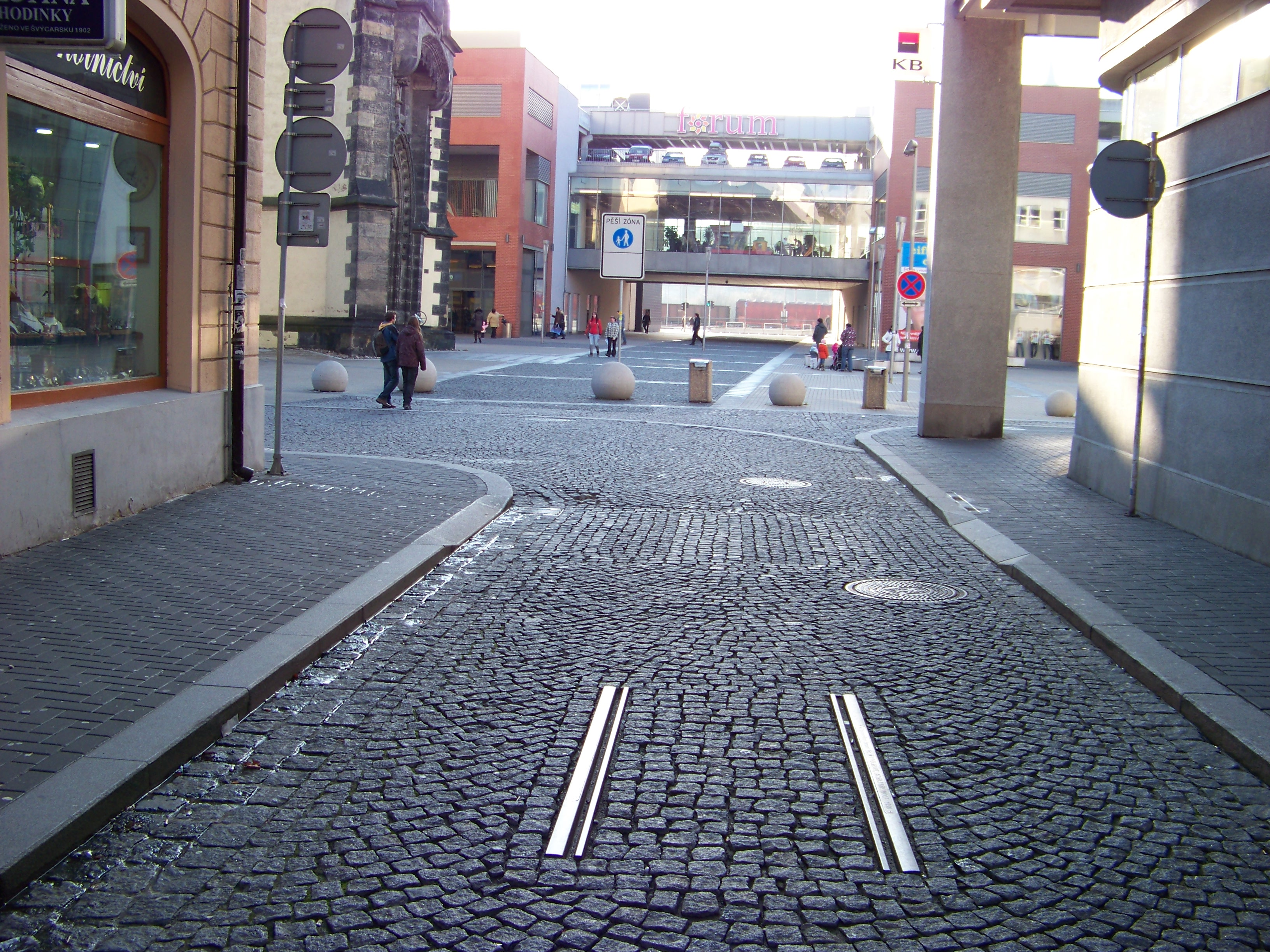
記念碑として残されている路面電車の廃線跡（2012年撮影）

廃止に際し、残存していた車両の一部は他都市へと譲渡された。そのうち1929年に製造され、1965年以降は事業用車両（レール削正車）に改造された2軸車の78については1969年にリベレツ市電に譲渡され、1980年代以降に戦後初期の状態へ復元された後2021年現在は保存団体「ボヴェラクラブ（Boveraclub, z.s.）」によって動態保存されている。一方、市電末期に導入されたタトラT2についても1両をウースチー・ナド・ラベムで保存する計画が存在したものの却下され、放置状態が続き荒廃が進んでいたが、2023年3月にモスト・リトヴィーノフ市電への譲渡が行われ、数年かけて動態復元が実施される事になっている。

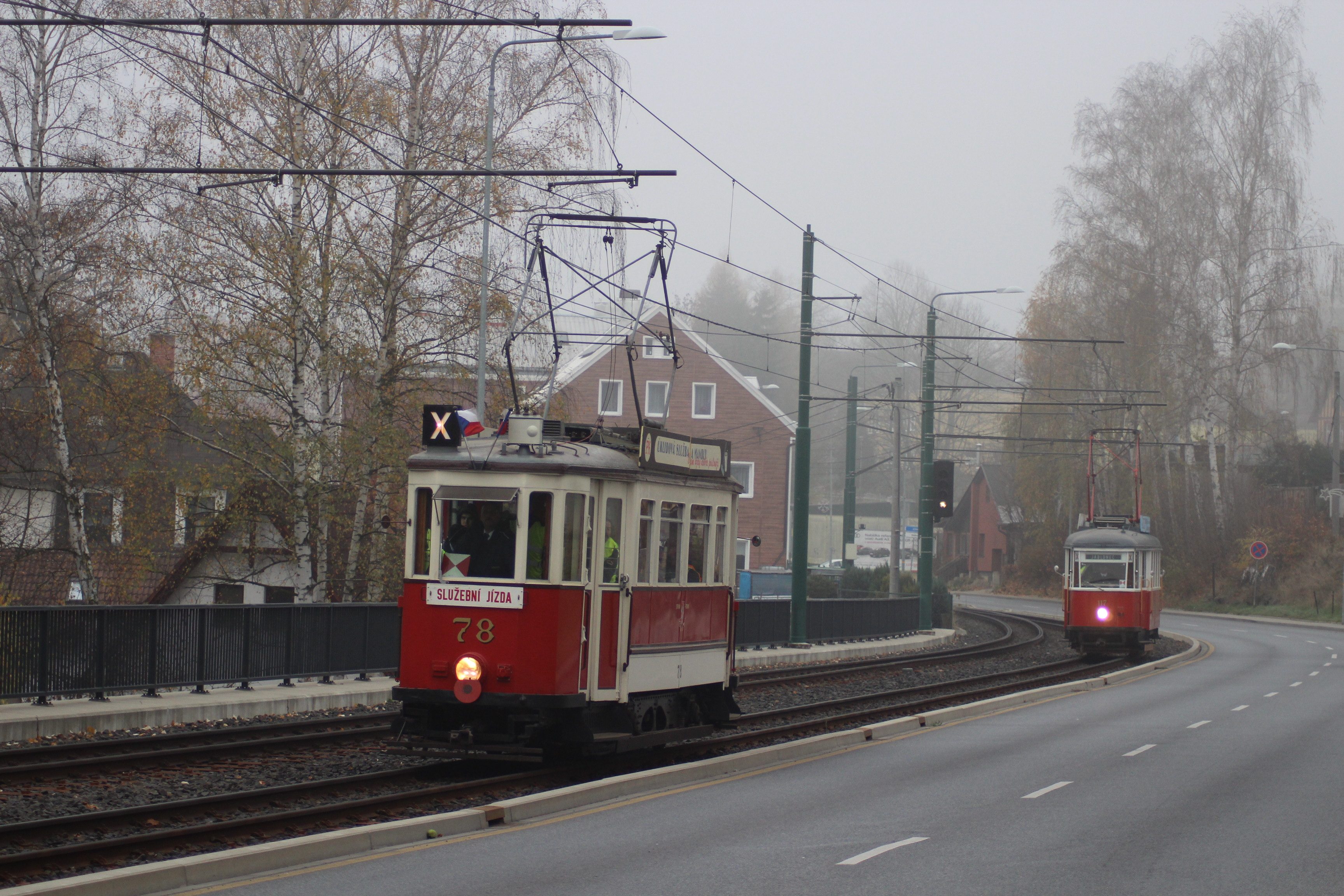
リベレツ市電で動態保存されている78（2018年撮影）
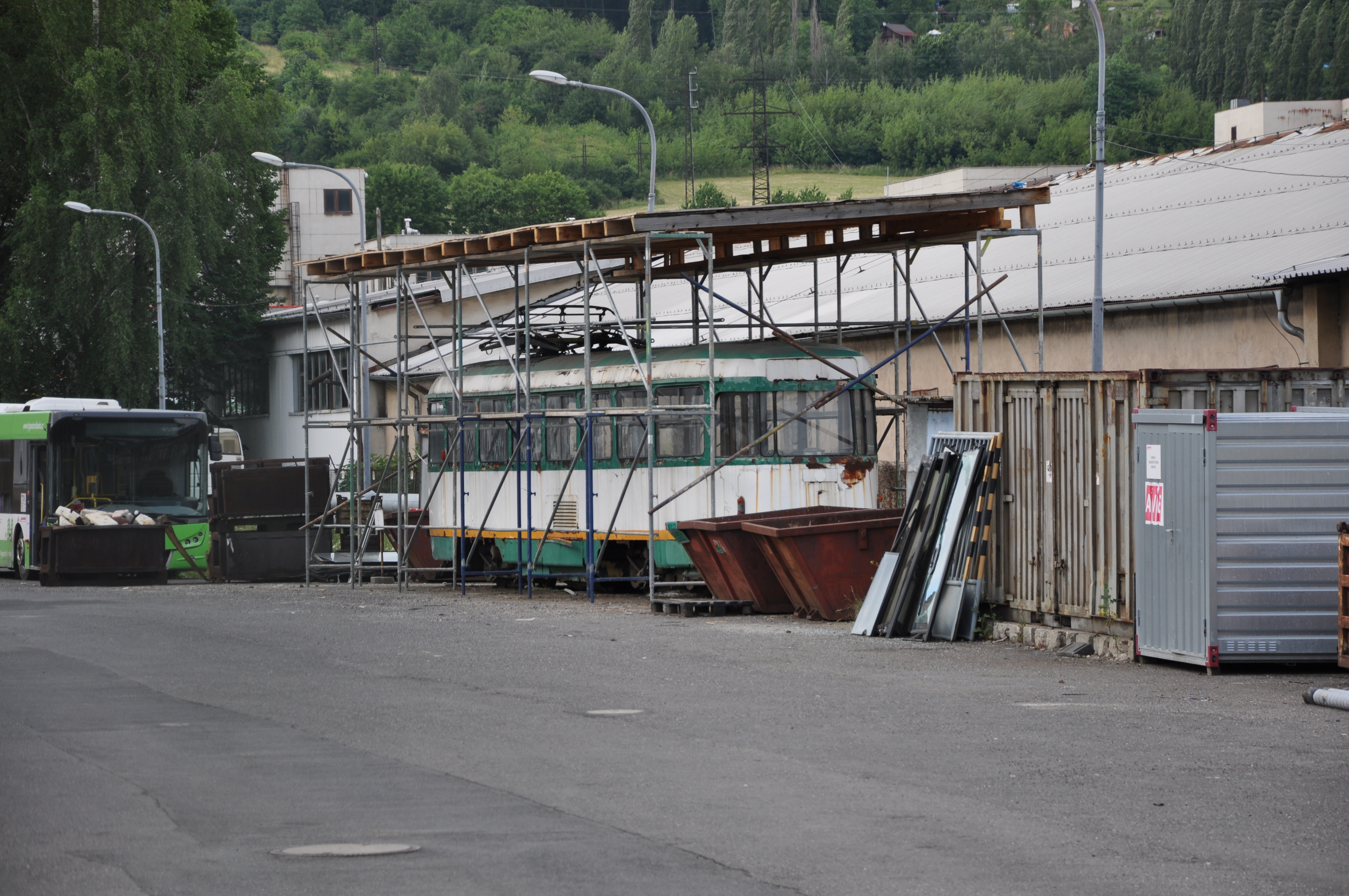
タトラT2は長年の放置で荒廃が進んでいた（2017年撮影）